# Jnîborodî, Buceaci
Jnîborodî (în ucraineană Жнибороди) este o comună în raionul Buceaci, regiunea Ternopil, Ucraina, formată numai din satul de reședință.

## Demografie
Componența lingvistică a comunei Jnîborodî
     Ucraineană (100%)
Conform recensământului din 2001, toată populația comunei Jnîborodî era vorbitoare de ucraineană (100%).